# Sally Ride
Sally Kristen Ride (Los Angeles, 26. svibnja 1951. – 23. srpnja 2012.) bila je američka astronautkinja i fizičarka. 
Pridružila se NASA-i 1978. godine, a 1983. godine je postala prva Amerikanka u svemiru. Ride je bila sveukupno treća žena u svemiru, nakon sovjetskih kozmonautkinja Valentine Tereškove (1963.) i Svjetlane Savickaje (1982.). Ride je i danas najmlađi američki astronaut koji je putovao u svemir, i to u dobi od 32 godine. Nakon što je dva puta letjela u Space Shuttleu Challenger, napustila je NASA-u 1987. godine. 
Ride je dvije godine radila u Centru za međunarodnu sigurnost i kontrolu oružja na Sveučilištu Stanford, a zatim na Kalifornijskom sveučilištu u San Diegu kao profesor fizike, prvenstveno istražujući nelinearnu optiku i Thomsonovo rasipanje. Služila je u odborima koji su istraživali katastrofe Challengera i Columbie, jedina osoba koja je sudjelovala u obje istrage. Umrla je od raka gušterače 23. srpnja 2012. 

## Rani život
Sally Ride je rođena u Los Angelesu kao starije dijete Dale Burdell Ride i Carol Joyce Ride (rođena Anderson). Imala je jednu sestru, Karen "Bear" Ride, koja je prezbiterijska ministrica. Oba roditelja bila su u prezbiterijanskoj crkvi. Njena majka, koja je bila norveškog porijekla, radila je kao volonterski savjetnik u ženskoj popravnoj ustanovi. Njezin je otac bio profesor politologije na fakultetu Santa Monica.
Ride je pohađala Portola Junior High (sada srednja škola Portola), a potom i srednju školu Birmingham prije nego što je završila privatnu djevojačku školu u Westlakeu u Los Angelesu, na stipendiji. Osim što se zanimala za znanost, bila je i tenisačica nacionalnog ranga. Ride je tri semestra pohađala Swarthmore College, tečajeve fizike na Kalifornijskom sveučilištu u Los Angelesu, a zatim je kao junior upisala Sveučilište Stanford, diplomirajući engleski jezik i fiziku. Na Stanfordu je magistrirala 1975. i doktorirala fiziku 1978. radeći na istraživanju interakcije X-zraka s međuzvjezdanim medijem. Astrofizika i laseri za slobodne elektrone bili su njezina specifična područja proučavanja.

## Karijera u NASA-i

### Odabir
Ride je izabrana za astronauta kao dio NASA-ine Astronautske grupe 8, 1978. godine, prve klase koja je uključila žene. Prijavila se nakon što je vidjela oglas u stanfordskim studentskim novinama i bila je jedna od samo 35 osoba odabranih od 8000 prijavljenih Nakon što je diplomirala na treningu 1979. godine, stekavši pravo raditi kao specijalist za misije, služila je kao prizemni kapsulski komunikator (CapCom) za drugi i treći let svemirskog šatla i pomogla u razvoju robotske ruke "Canadarm" Space Shuttlea.
Prije prvog svemirskog leta bila je izložena medijskoj pažnji zbog svog spola. Tijekom tiskovne konferencije postavljena su joj pitanja poput: "Hoće li let utjecati na vaše reproduktivne organe?" i "Plačete li kad stvari pođu po zlu na poslu?" Unatoč tome i povijesnom značaju misije, Ride je inzistirala da sebe vidi na samo jedan način - kao astronauta.

### STS-7
Dana 18. lipnja 1983. postala je prva Amerikanka u svemiru kao članica posade Space Shuttlea Challenger za misiju STS-7. Mnogi ljudi koji su prisustvovali predstavljanju nosili su majice s natpisima "Vozi se, Sally Ride", tekstove pjesme Wilson Pickett" Mustang Sally". Svrha misije bila je postaviti u orbitu dva komunikacijska satelita i prvi Shuttle Pallet Satellite (SPAS-1), provoditi eksperimente unutar teretnog prostora i testirati satelit TDRS. SPAS-1 je uspješno postavljen u orbitu, obavljeni su eksperimenti, a zatim je pokupljen i vraćen na Zemlju. 
Dio Rideova posla bio je upravljanje robotskom rukom Canadarm za postavljanje u orbitu i preuzimanje SPAS-1.

### STS-41-G
Njezin drugi svemirski let je bio STS-41-G 1984. godine, također na Challengeru. Provela je ukupno više od 343 sata u svemiru. 

### Otkazana misija šatla
Ride je završila osam mjeseci obuke za svoj treći let (STS-61-M, misija postavljanja u orbitu TDRS-a) kada se dogodila katastrofa Challengera. 

### Rogersova komisija
Imenovana je u Rogersovu komisiju (predsjednička komisija koja je istraživala katastrofu Challengera) i vodila je svoj pododbor za operacije. Bila je jedina osoba koja je služila na oba panela koja su istraživala nesreće u prijevozu Shuttlea (one za katastrofu Challengera i kasnije katastrofu Columbie ). Nakon istrage katastrofe Challengera, Ride je dodijeljena u sjedište NASA-e u Washington DC, gdje je vodila NASA-in prvi napor u strateškom planiranju, napisala je izvještaj pod naslovom "NASA-ino vodstvo i američka budućnost u svemiru " i osnovala NASA-in ured za istraživanje. Nakon smrti Sally Ride 2012. godine, general Donald Kutyna otkrio je da mu je diskretno dostavila ključne podatke o prstenima (naime, da postaju kruti pri niskim temperaturama) što je na kraju dovelo do utvrđivanja uzroka eksplozije.

## Nakon NASA-e
Godine 1987. Ride je napustila položaj u Washingtonu, DC, kako bi radila u Centru za međunarodnu sigurnost i kontrolu oružja na Sveučilištu Stanford. 1989. postala je profesorica fizike na kalifornijskom sveučilištu u San Diegu i direktorica kalifornijskog svemirskog instituta. Od sredine 1990-ih pa sve do njezine smrti, Ride je vodio dva javno-informativna programa za NASA-u - ISS EarthKAM i GRAIL MoonKAM projekata, u suradnji s NASA-inom laboratorijom za mlazni pogon i UCSD. Programi su omogućili srednjoškolcima da zahtijevaju slike Zemlje i Mjeseca. Godine 1999. glumila je u finalu sezone 5 Touched by Angel, pod nazivom "Godspeed". 2003. godine od nje je zatraženo da sudjeluje u Odboru za istragu nesreća u Columbiji. Bila je predsjednica i izvršna direktorica Sally Ride Science, tvrtke kojunje suosnovala 2001. godine i koja stvara zabavne znanstvene programe i publikacije za učenike viših razreda osnovne i srednje škole, s posebnim naglaskom na djevojčice.
Prema Rogeru Boisjolyju, koji je bio inženjer koji je upozoravao na tehničke probleme koji su doveli do katastrofe na Challengeru, nakon što ga je čitava radna snaga Morton-Thiokola odvratila, Ride je bio jedina javna osoba koja mu je pružila podršku kad je javno izašao sa svojim pre -Upozorenja za katastrofu. Sally Ride zagrlila ga je javno da joj pokaže podršku.
Ride je napisala ili sudjelovala u pisanju sedam knjiga o svemiru namijenjenom djeci, s ciljem da potakne djecu na studij znanosti.
Vožnja je podržala Baracka Obamu za američkog predsjednika 2008. godine. Bila je članica Revije američkog odbora za planove ljudskih svemirskih letova, neovisnog pregleda koji je zatražio Ured za znanost i tehnologiju (OSTP) 7. svibnja 2009. 

## Osobni život
Ride je bila iznimno zatvorena u vezi svog privatnog života. Godine 1982. se udala za kolegu, NASA-inog astronauta, Stevea Hawleya. Razveli su se 1987.
Nakon Rideove smrti, osmrtnica je otkrila da je njezina partnerica zadnjih 27 godina bila Tam O'Shaughnessy, profesorica školske psihologije na Državnom sveučilištu San Diego i prijateljica iz djetinjstva. O'Shaughnessy je također bila znanatvena spisateljica, a kasnije i suosnivačica Sally Ride Sciencea.  O'Shaughnessy je bila glavna izvršna direktorica i predsjednica odbora Sally Ride Science. Zajedno su napisale šest poznatih knjiga o djeci. Njihovu vezu otkrila je tvrtka i potvrdila njena sestra, koja je rekla da je odlučila zadržati svoj privatni život privatnim, uključujući i bolest i liječenje. Ona je prvi poznati LGBT astronaut.
Ride je umrla 23. srpnja 2012. u dobi od 61 godine, u svojoj kući u La Jolli, u Kaliforniji, sedamnaest mjeseci nakon što joj je dijagnosticiran rak gušterače
 Nakon kremiranja, njezin je pepeo postavljen pored oca na Woodlawn Memorial Cemetery, Santa Monica. 

## U popularnoj kulturi
Kad je postala prva Amerikanka u svemiru na Space Shuttle Challengeru, mnogi iz gomile koji su prisustvovali lansiranju su nosili majice s natpisom "Ride, Sally Ride", dramu na liriku pjesme iz 1965. Mustang Sally .
Pjesma Billyja Joela iz 1989. " Nismo započeli vatru " spominje je. 
Godine 1999. Ride se pojavila kao ona sama u epizodi Touched By An Angel "Godspeed". 
Janelle Monáe je 2013. objavila pjesmu pod nazivom "Sally Ride".
Također u 2013. astronauti Chris Hadfield i Catherine Coleman izveli su pjesmu pod nazivom "Ride On".
Ridein svemirski let središnji je događaj u romanu Gospa iz pakla iz 2016. godine.
2017. godine u prodaju je stigao set LEGO „Žene NASA-e“ koji sadrži (između ostalog) mini figurice Ridea, Margaret Hamilton, Mae Jemison i Nancy Grace Roman .
Mattel Inc je 2019. godine izdao lutku Barbie u obliku Ride kao dio njihove serije "Inspirirajuće žene".

## Poveznice
- Popis ženskih astronauta
- Popis žena istraživača i putnica
- Merkur 13
- Žene u znanosti

## Vanjske poveznice
- Biografija u NASA-i
- Sally Ride Science Festivali
- Znanstveni kampovi Sally Ride Girls  Arhivirana inačica izvorne stranice od 18. prosinca 2007. (Wayback Machine)
- Web mjesto tvrtke Sally Ride Science
- Benson, Robert Alan. 19. ožujka 2006. Ride urges emphasis on math, science studies. Q&A
- Williamson, Marcus. 25. srpnja 2012. Sally Ride: The first American woman in space. Obituary